# Fernando Gabriel García
Fernando Gabriel García, né le 1er juillet 1981 à San Fernando, est un joueur de handball évoluant au poste de gardien de but, notamment au sein du club français du Saint-Marcel Vernon depuis 2011 et 2020. Il compte aussi près de 200 sélection avec l'équipe nationale d'Argentine.

## Palmarès

### En équipe nationale
Jeux olympiques
- 10e place aux Jeux olympiques de 2012 à Londres
- 10e place aux Jeux olympiques de 2016 à Rio de Janeiro

Championnats du monde
- 12e place au Championnat du monde 2015 au Qatar
- ?e au Championnat du monde 2017 en France

Jeux panaméricains
- Médaille d'argent aux Jeux panaméricains de 2003 à Saint Domingue
- Médaille d'argent aux Jeux panaméricains de 2007 à Rio
- Médaille d'or aux Jeux panaméricains de 2011 à Guadalajara
- Médaille d'argent aux Jeux panaméricains de 2015 à Toronto

Championnats panaméricain
- Médaille d'or au Championnat panaméricain 2014
- Médaille de bronze au Championnat panaméricain 2016

Jeux sud-américains
- Médaille d'or aux Jeux Sud-américains de 2002 au Brésil
- Médaille d'argent aux Jeux Sud-américains de 2010 à Medellín (Colombie)
- Médaille d'argent aux Jeux Sud-américains de 2014 à Santiago (Chili)

### En clubs
- élu joueur du mois du Championnat de France de Pro D2 2013-2014 : avril 2014[3]